# اد رابرتس (مهندس رایانه)
هنری ادوارد «اِد» رابرتس (انگلیسی: Henry Edward "Ed" Roberts؛ ۱۳ سپتامبر ۱۹۴۱ – ۱ مارس ۲۰۱۰) یک پزشک، افسر، مهندس، کارآفرین و دانشمند رایانه اهل ایالات متحده آمریکا بود که در سال ۱۹۷۵ موفق به اختراع اولین کامپیوتر شخصی تجاری شد. از او اغلب به عنوان «پدر رایانه‌های شخصی» نام برده می‌شود.
اد رابرتس در سال ۱۹۷۰ شرکت میکرو ابزار و سیستم‌های تله‌متری (MITS) را تأسیس کرد و به فروش کیت الکترونیک پرتاب مدل موشک به علاقه‌مندان پرداخت اما اولین محصول موفق او یک کیت ماشین حساب الکترونیکی شد که در نوامبر ۱۹۷۱ بر روی جلد مجله «الکترونیک محبوب» قرار گرفت. این ماشین حساب بسیار موفقیت‌آمیز بود و در سال ۱۹۷۳ در صدر فروش یک میلیون دلاری‌ها مطرح شد. در پی یک جنگ بی‌رحمانهٔ قیمت ماشین حساب‌ها و بدهی‌های عمیق شرکت در سال ۱۹۷۴ آن شرکت را ترک کرد. رابرتس سپس به توسعه کامپیوتر شخصی التیر ۸۸۰۰ پرداخت که از ریزپردازنده جدید اینتل ۸۰۸۰ استفاده می‌کرد که بر روی جلد ژانویه ۱۹۷۵ مجله الکترونیک محبوب قرار گرفت و علاقه‌مندان غرق شدن شرکت میکرو ابزار و سیستم‌های تله‌متری این کیت کامپیوتر ۳۹۷ دلاری را سفارش دادند.
بیل گیتس و پل آلن به شرکت میکرو ابزار و سیستم‌های تله‌متری پیوستند تا به توسعه نرم‌افزار و التیر پایه بپردازند که اولین محصول مایکروسافت بود. رابرتس شرکت میکرو ابزار و سیستم‌های تله‌متری را در سال ۱۹۷۷ فروخت و در دوره بازنشستگی در جورجیای آمریکا به مزرعه‌داری و مطالعات پزشکی پرداخت و در نهایت در شهر کوچک کچران جورجیا به پزشکی مشغول شد.